# Festival Internacional de Benicàssim
Festival Internacional de Benicasim é um festival de arte e música realizado anualmente na cidade de Benicasim, Espanha, desde 1995.
O festival oferece espaço para exposições de arte, curtas, teatro, dança, moda, e diversos cursos sobre estes temas. Além, de apresentações musicais com artistas de diversos gêneros.